# Großsyrien

Bilad asch-Scham während der zweiten Kalifendynastie, die der Abbasiden, im 9. Jahrhundert.

Großsyrien (arabisch سوريا الكبرى, DMG Sūriyā al-kubrā, auch als Bilad asch-Scham / بلاد الشام / Bilād aš-Šām bezeichnet) war ein vor allem in der ersten Hälfte des 20. Jahrhunderts verfolgtes politisches Konzept des Panarabismus bzw. des Pansyrismus. Das Gebiet, welches historisch als Syrien bezeichnet wurde, schon vor der Aufteilung des arabischen Ostens durch die britischen und französischen Kolonialmächte, umfasst den ganzen westlichen Zweig des Fruchtbaren Halbmonds, wie der deutsche Zionist Arthur Ruppin 1916 schrieb:

„Syrien im weiteren Sinne des Wortes, in dem es auch Palästina umfaßt,
erstreckt sich von der ägyptischen Grenze und der Arabischen Wüste im Süden (31. und 30. Breitengrad) nach
Norden bis zum Amanus (37. Breitengrad), der es von Kleinasien trennt.
Im Westen ist das Mittelmeer die Grenze, im Osten die Syrische Wüste und der Euphrat.
Die nordsüdliche Ausdehnung dieses Gebietes ist 700 bis 800 km, die westöstliche 100 bis 300 km,
die Gesamtfläche rund 200.000 km².“

## Begriffskritik und -abgrenzung

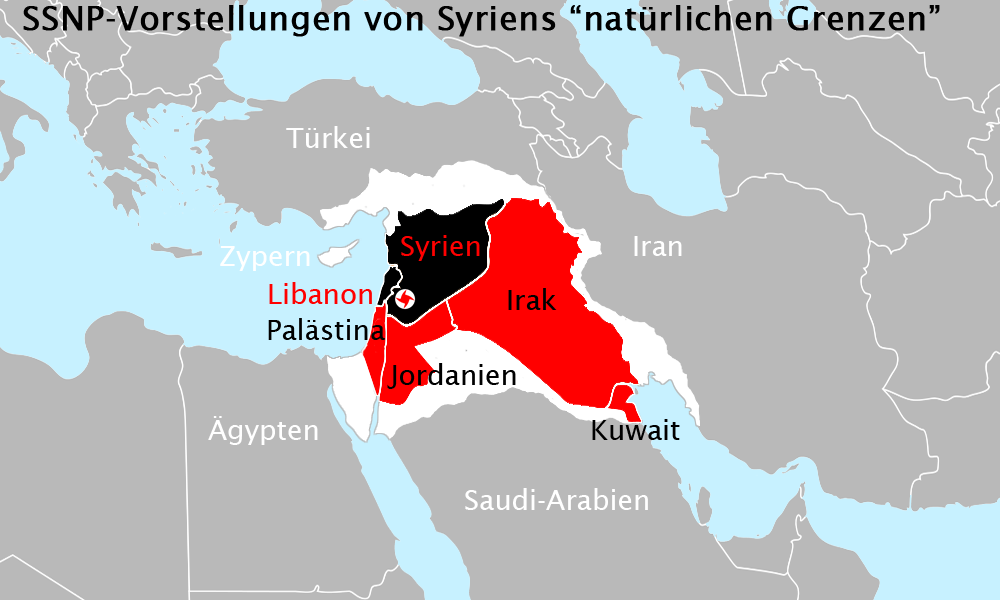
Maximalausdehnung des „natürlichen Syrien“ in der Vorstellung eines extremen Flügels der SSNP: Syrien und Libanon (schwarz), die übrigen Staaten des „Fruchtbaren Halbmondes“ (rot) und Grenzregionen weiterer Staaten (weiß)

Großsyrien ist eine nichtarabische, vor allem in der westlichen Welt gebräuchliche Wortschöpfung (analog Großarmenien, Großisrael usw.), die sich aus der sinngemäßen arabischen Entsprechung Bilad asch-Scham eigentlich nicht ergibt. Bilad asch-Scham bezeichnet wörtlich nur die einst von Damaskus (alter Name: scham) aus verwalteten Länder und Provinzen; zahlreiche Publikationen verwenden stattdessen eher die Bezeichnung syrisch-palästinensischer Raum bzw. syrisch-palästinensische Region oder allgemein Levante. Eine wörtliche arabische Entsprechung für die Bezeichnung „Groß-Syrien“ (سوريّة الكبرى / Sūriyya al-kubra) ist eher unüblich. Auch im erweiterten regionalen und historischen Kontext wird zumeist der Begriff „Syrien“ (Suriyya) oder „natürliches Syrien“ (سوريّة الطبيعية / Sūriyya at-tabīʿīya) verwendet, doch ist mit dessen historischen bzw. „natürlichen“ Grenzen dann ein deutlich größeres Gebiet als das Staatsgebiet des heutigen Syrien gemeint.
„Großsyrien“ ist nicht identisch mit der Region des Fruchtbaren Halbmonds. Die Mitte des 20. Jahrhunderts vor allem vom Irak ausgehende politische Konzeption eines vereinten Fruchtbaren Halbmondes spannt einen geographischen Bogen vom Irak über Syrien und Jordanien bis Libanon und Palästina, die meisten Großsyrien-Konzeptionen hingegen schließen den Irak nicht ein. Einige Extremvarianten erstrecken sich jedoch über das gesamte Gebiet der heutigen Staaten Syrien, Libanon, Israel, Jordanien, Irak, Kuwait, Zypern, die Palästinensergebiete sowie Teile der Türkei (Hatay), Ägyptens (Sinai), Saudi-Arabiens (Syrische Wüste, Dschauf) und Irans (Chuzestan).

## Ideengeschichte
Zu Beginn des 20. Jahrhunderts war im Osmanischen Reich vor allem als Abwehrreaktion auf den jungtürkischen Panturanismus der Panarabismus entstanden. Eines der Zentren eines liberalen intellektuellen Panarabismus im Osmanischen Reich war Damaskus, und in Damaskus entwickelten panarabische Intellektuelle die Vision eines Zusammenschlusses aller westlich des Euphrat gelegenen arabischen Provinzen des Osmanischen Reiches zu einem unabhängigen arabischen Nationalstaat.

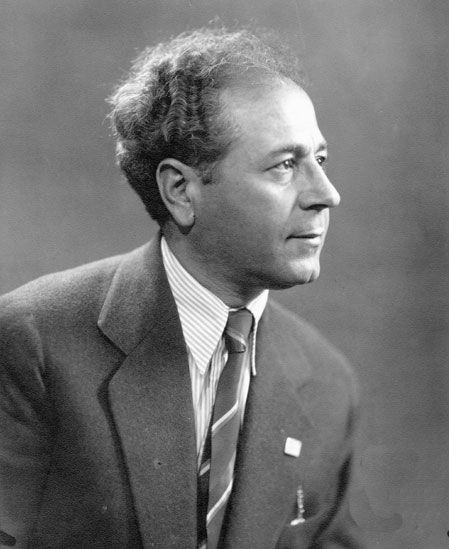
Der Pansyrismus Antun Sa'adas und seiner Syrischen Nationalpartei richtete sich gegen den Islam und Panarabismus.
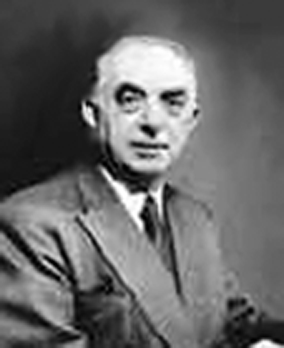
Iraks Premier Nuri as-Said schwebte ein vereinter Fruchtbarer Halbmond bzw. eine Arabische Union vor
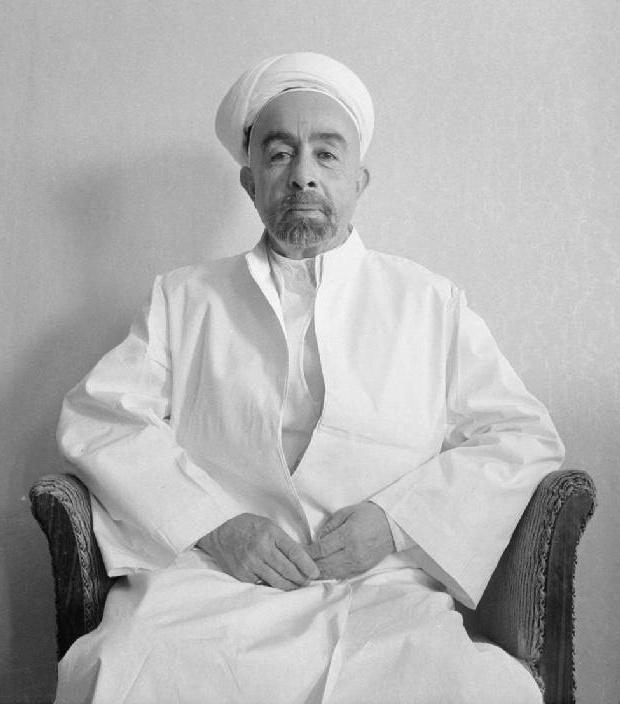
Die jordanischen Großsyrien-Pläne König Abdallahs scheiterten an den Republikanern Syriens und Libanons
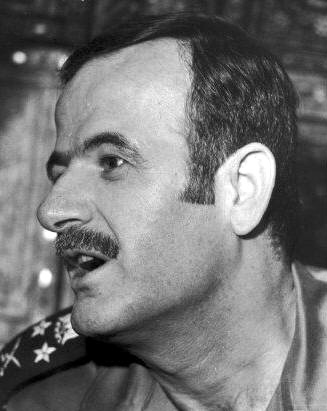
Syriens Neo-Baath-Regime unter Hafiz al-Assad propagierte eine „Vereinte Arabische Ostfront“

### Königreich Syrien
Während des Ersten Weltkriegs, als die Türken in Syrien das Kriegsrecht verhängten und zahlreiche panarabische Aktivisten hinrichten ließen, visionierte im fernen Mekka auch der haschemitische Großscherif Husain ibn Ali von einem „Königreich der Arabischen Länder“, erhob sich mit britischer Hilfe gegen die Türken und ließ sich am 2. November 1916 zum König ausrufen. Entsprechend britischer Zusagen sollte sein Königreich alle südlich des 37. Breitengrades gelegenen Gebiete des Osmanischen Reiches umfassen, neben Großsyrien also auch den Irak sowie den Hedschas, Asir und Jemen. Als Hauptstadt war Damaskus vorgesehen, das bereits unter den Umayyaden Hauptstadt des Kalifates war.
Stattdessen teilten die Kolonialmächte Großbritannien und Frankreich mit dem Sykes-Picot-Abkommen die Gebiete unter sich auf. Husain wurde nur als König des Hedschas anerkannt, sein in Damaskus zum König ausgerufener Sohn Faisal I. 1920 von Franzosen und Briten vertrieben. Zwar erhielt Faisal schon 1921 im Irak einen Ersatzthron, doch die Aufteilung der arabischen Gebiete zwischen Großbritannien (Irak, Palästina) und Frankreich (Syrien) und die damit verbundene Grenzziehung wurde von arabischen Nationalisten als ebenso willkürlich empfunden wie die von den Franzosen betriebene Abtrennung des Großlibanon von Syrien und die britische Abtrennung Transjordaniens von Palästina (1920/21/22/23).

### Neophönizischer Pansyrismus
Im Kampf gegen die französische Herrschaft und für die Einheit des Libanon mit Syrien gründete Antun Sa'ada 1932 die Syrische Soziale Nationalistische Partei (SSNP). Sein Pansyrismus unterschied sich jedoch von den bisherigen Vorstellungen der arabischen Nationalisten und den dynastischen Interessen der Haschemiten. Sa'ada war beeinflusst von der „phönizischen Bewegung“ (Phönikianismus) syrisch-christlicher bzw. libanesisch-christlicher Intellektueller (Charles Qurm, Michel Šīḫā, Sa'id 'Aql, Émile Eddé). Statt einer panarabischen Einheit strebte er die Einheit aller erst seit der Islamisierung des 7. Jahrhunderts arabisierten semitischen Völker (Phönizier, Kanaanäer, Aramäer, Assyrer, Chaldäer und Akkader) an – und somit ihre rassische Abgrenzung von den eigentlichen (muslimischen) Arabern der Arabischen Halbinsel. Sa'adas Ziel war die Renaissance dieser Völker der „großsyrischen Nation“ in einem Syrien, das vom Taurus-Gebirge bis zur Sinai-Halbinsel bzw. vom Mittelmeer bis zum Tigris reichen sollte. Minimalziel war die (Wieder-)Vereinigung des Libanon mit Syrien. Tatsächlich jedoch reichte der Einfluss der SSNP niemals über den Libanon und Syrien hinaus; Ableger in Jordanien oder gar Irak entstanden nicht.

### Dynastischer Panarabismus der Haschemiten

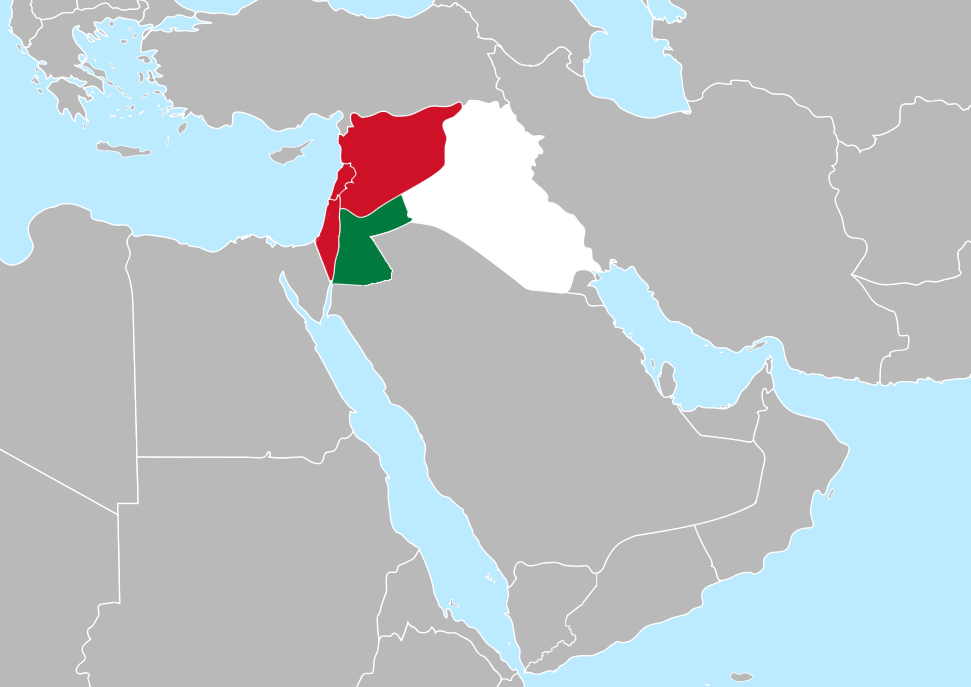
Großsyrien in der Vorstellung Abdallahs: Jordanien (grün) mit Syrien, Libanon, Palästina (jeweils rot). Danach sollte es mit dem Irak (weiß) eine Arabische Union bilden.

Sa'adas Großsyrien-Konzeption rivalisierte mit britisch-haschemitischen Vorstellungen, und auch die Haschemiten untereinander hatten rivalisierende Vorstellungen von Großsyrien. Seit 1921/23 beherrschte Husains Sohn Abdallah Transjordanien (Jordanien), während Abdallahs Bruder Faisal im Irak regierte. Husain selbst und sein ältester Sohn Ali ibn Hussein waren 1925 von den Saudis aus Mekka und dem Hedschas vertrieben worden, woraufhin sich haschemitisches Konsolidierungs- und Einflussstreben fortan mehr auf den Fruchtbaren Halbmond statt auf die Arabische Halbinsel richtete. Während des Zweiten Weltkrieges schlug 1941 erst Abdallah, dann 1943 Iraks Premier Nuri as-Said in britischem Auftrag ein Konzept für die Einheit des Fruchtbaren Halbmonds vor. Irak und ein von Abdallah beherrschtes Großsyrien sollten eine Arabische Union bilden, zunächst aber sollten sich Syrien und der Libanon mit Jordanien zusammenschließen.
Nach Kriegsende schien die Gelegenheit günstig: Die Franzosen zogen aus Syrien und Libanon ab, und auch Transjordanien wurde 1946 von Großbritannien zumindest formal in die Unabhängigkeit entlassen. In Palästina bereiteten die Briten ebenfalls ihren Abzug vor. Abdallah war König von Transjordanien geworden, wollte nun aber auch König von Syrien werden. Er erhielt Unterstützung von einigen nationalistischen Kreisen Syriens, Libanons und sogar Palästinas sowie alawitischer und drusischer Führer, stieß jedoch auf den Widerstand Saudi-Arabiens, Ägyptens, der neugegründeten Arabischen Liga und Frankreichs. In einem „Manifest an das syrische Volk und Parlament“ forderte Abdallah im November 1946 syrische Politiker zur Vereinigung Syriens und Jordaniens in seinen „natürlichen“ Grenzen auf. Schon am 26. November 1946 lehnte das libanesische Parlament Abdallahs Großsyrien-Plan ab, kurz darauf auch Syrien. Abdallah rief daraufhin 1947 in Amman einen pansyrischen Nationalkongress mit syrischen, palästinensischen und libanesischen Notabeln ein, auf die republikanischen Regimes bzw. Militärmachthaber Syriens und Libanons konnte er aber ebenso wenig entscheidenden Einfluss gewinnen wie Antun Sa'ada. Mit dem Abzug der Briten aus dem Völkerbundsmandat Palästina hoffte Abdallah, zumindest dieses Gebiet angliedern zu können, und stimmte daher als einziger arabischer Herrscher 1947 dem UN-Teilungsplan zu, was ihn innerhalb der arabischen Welt isolierte. Infolge der arabischen Niederlage im Palästinakrieg konnte er 1949 nur Ostpalästina (Westjordanland) und Ostjerusalem gewinnen.
Im Libanon war nach der arabischen Niederlage ein Putschversuch der SSNP gescheitert. Sa'ada war zwar nach Syrien geflohen, von der syrischen Regierung jedoch ausgeliefert und im Libanon hingerichtet worden. Nach Militärumstürzen in Syrien führten die Damaszener Machthaber ab 1949 Vereinigungsgespräche mit den Haschemiten in Bagdad, nicht mit Abdallah. Mit dem Tod Sa'adas (1949) und Abdallahs (1951) war die großsyrische Idee faktisch tot, auch wenn bis 1954 noch Gespräche zwischen irakischen Haschemiten und syrischen Republikanern stattfanden („Einheit des Euphrattals“), 1958 sich die haschemitischen Königreiche Jordanien und Irak doch noch (aber ohne Syrien) zu einer kurzlebigen Arabischen Union (Arabische Föderation) zusammenschlossen, Haschemiten und SSNP sich 1958 aussöhnten und die SSNP 1961 noch einmal im Libanon einen Putsch versuchte.

### Neobaathistische „Ostfront“-Strategie

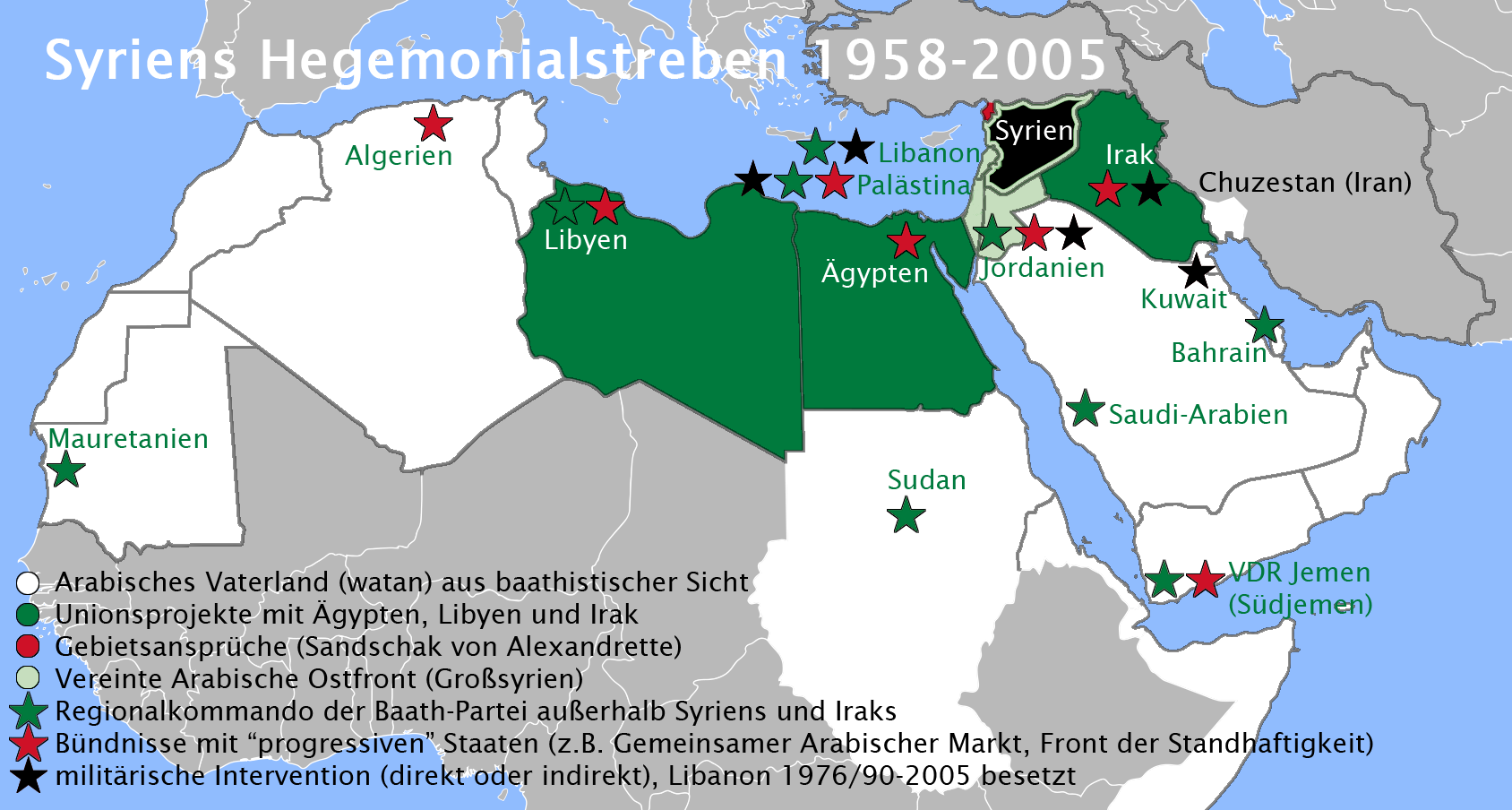
Eine vereinte arabische „Ostfront“ (hellgrün) gegen Israel als Teil des syrisch-baathistischen Panarabismus

Anders als die SSNP vertrat die syrische Baath-Partei das Ziel einer allarabischen Einheit, doch verschiedene Vereinigungsprojekte wie die Vereinigte Arabische Republik von 1958 bis 1961 mit Ägypten bzw. die Vereinigte Arabische Republik von 1963 mit Ägypten und dem Irak scheiterten. Nach mehreren innerbaathistischen Palastrevolten und „Korrekturbewegungen“ kam im November 1970 eine vom alewitischen Assad-Clan beherrschte Militärfraktion der Neo-Baath-Partei in Syrien an die Macht. Zunächst setzte auch Hafiz al-Assad auf panarabische Vereinigungsprojekte, doch nacheinander scheiterten die Föderation Arabischer Republiken mit Libyen und Ägypten (1971/73), die Vereinigte Politische Führung mit Jordanien (1975/76), die Vereinigte Politische Führung mit Ägypten und dem Sudan (1976/77), die Charta der gemeinsamen nationalen Aktion (1978/79) mit dem Irak und die Union mit Libyen (1980/81).
Die weitverbreitete Auffassung, dass das Assad-Regime seit Mitte der 1970er Jahre statt der gesamtarabischen Einheit nur die Vorherrschaft über die Nachbarländer Libanon, Jordanien und Palästina angestrebt habe, beruht vor allem auf den Behauptungen des US-amerikanischen Politologen Daniel Pipes. Pipes, der vor allem durch seine palästinenser-, araber- und islamfeindlichen Positionen auf sich aufmerksam macht, behauptet in seinem Werk „Greater Syria“, Assads Regime habe den Pansyrismus der SSNP adaptiert, muss aber gleichzeitig zugeben, dass das syrische Regime die Bezeichnung „Großsyrien“ niemals verwendet bzw. stets bewusst vermieden hat. Das syrische Regime propagierte stattdessen wiederholt die Notwendigkeit einer Vereinten Arabischen Ostfront gegen Israel und schob Behauptungen, es strebe ein baathistisches Großsyrien an, vor allem US-amerikanischer und israelischer Propaganda zu.

„Pan-Arabism provided a cover that allowed the regime to deny that Greater Syria represents its ultimate goal. Asad and his aides almost never explicitly referred to Pan-Syrian goals but always presented Pan-Syrianism within the context of Pan-Arabism. One country, Southern Syria and other references compatible with Pan-Arabism turned up in Syrian rhetoric; but a specifically Pan-Syrian and anti-Pan-Arab term such as Greater Syria did not. In this way the Asad regime fit Pan-Syrian practice within Pan-Arab ideology. Further, it showed no intention of wanting formally to annex Lebanon, Jordan or Palestine.“